# What's so Funny about Truth, Justice & the American Way?
What's so Funny about Truth, Justice & the American Way? (traduzida no Brasil como Olho por olho?) é o título de uma história em quadrinhos publicada originalmente em 31 de janeiro de 2001 pela editora norte-americana DC Comics na comemorativa 775ª edição da revista Action Comics. A história envolve a principal personagem da editora e daquela revista: o super-herói conhecido como Superman.
Escrita por Joe Kelly, com desenhos de Doug Mahnke (nas cenas envolvendo Superman) e Lee Bermejo (nas cenas envolvendo Clark Kent), arte-final de Tom Nguyen, Dexter Vines, Jim Royal, Jose Marzan, Wade Von Grawbadger e Wayne Faucher e com sua capa desenhada pelo renomado Tim Bradstreet,  a história apresenta uma equipe de anti-heróis chamada A Elite, liderada pela personagem Manchester Black, que, como diria o crítico Brandon Thomas, "desafia Superman não apenas como homem, mas como um conceito". Dona de métodos bastante peculiares e brutais de fazer justiça, a Elite se torna bastante popular, levando a mídia e a sociedade a refletirem se os ideais defendidos por Superman não estariam equivocados. Em determinado momento, a confrontação ideológica entre os dois lados torna-se física, e Superman se vê obrigado a lutar contra a equipe.
A história, que foi citada pela Revista Wizard como uma das mais bem escritas da década, é considerada uma das melhores já publicadas do personagem, tendo, inclusive, sido selecionada para a coleção Superman: The Greatest Stories Ever Told, que reunia, como o próprio nome diz, as "maiores histórias já contadas" do personagem.
Seu título original, What's so funny about Truth, Justice & the American Way? ("O que há de tão engraçado sobre Verdade, Justiça e o jeito Americano?") refere-se à frase comumente usada para descrever o personagem Superman, a qual declara que ele luta "pela verdade, pela justiça e pelo modo de vida americano", embora, em muitas de suas versões, como a animação dos anos 40 produzida pelos irmãos Fleischer, a série Lois & Clark: The New Adventures of Superman e o filme Superman Returns, seja dito apenas que Superman luta "pela verdade e pela justiça". Na tradução, tal questionamento é substituído por outro: o princípio do olho por olho reflete realmente a ideia de justiça?

## Personagens

### Superman
Publicado pela primeira vez em Junho de 1938 por Jerry Siegel e Joe Shuster, Superman é, provavelmente, o mais conhecido super-herói de todos os tempos, um ícone cultural cuja criação foi responsável pelo estabelecimento de gênero de "quadrinhos de super-herói".
Entretanto, seu papel no mundo tem sido questionado pela mídia e pelos leitores, em especial a partir dos anos 80, com a publicação de aclamadas graphic novels — como The Dark Knight Returns e Watchmen. Ambas apresentavam um mundo aparentemente mais realista — e brutal — no qual os "heróis" tomavam decisões mais extremas e faziam uso de mais violência contra os "vilões", para manter a ordem.
O Retorno do Cavaleiro das Trevas apresentava Batman envelhecido, levando sua "guerra ao crime" às últimas instâncias, utilizando tanques de guerra e armas e tratando mais brutalmente os criminosos. Em Watchmen, destaca-se Rorschach, um anti-herói psicótico que não se importa em quebrar ossos durante interrogatórios ou incendiar criminosos canibais.
Com o passar dos anos, o maniqueísmo típico das histórias da década de 1940 foi tornando-se impopular e o conceito de "anti-herói" foi se tornando cada vez mais popular. Ao mostrar que era válido — e aceitável pelo público — cruzar certas barreiras, fossem éticas, fossem morais, desde que para um "bem maior", numa clara alusão à frase de Maquiavel — "os fins justificam os meios" - boa parte do mercado se voltou às histórias destinadas a um público mais adulto, e as histórias mais simples começaram a ser tachadas de "inferiores", como citou o crítico Gilberto Santos, ao analisar o fenômeno gerado por Watchmen. Isso acabou por levar ao questionamento da existência de Superman nos tempos modernos. O site UGO Superman, por exemplo, ao analisar a história, questionou:
| “ | Não seria Superman responsável pelos crimes cometidos pelos vilões que ele captura, mas nunca executa? Seria o personagem essencialmente um ingênuo? Existe algo nas suas histórias além de simples escapismo? É tudo somente fantasia, ou há realmente uma filosofia coerente por trás do vermelho, amarelo e azul? | ” |

### A Elite

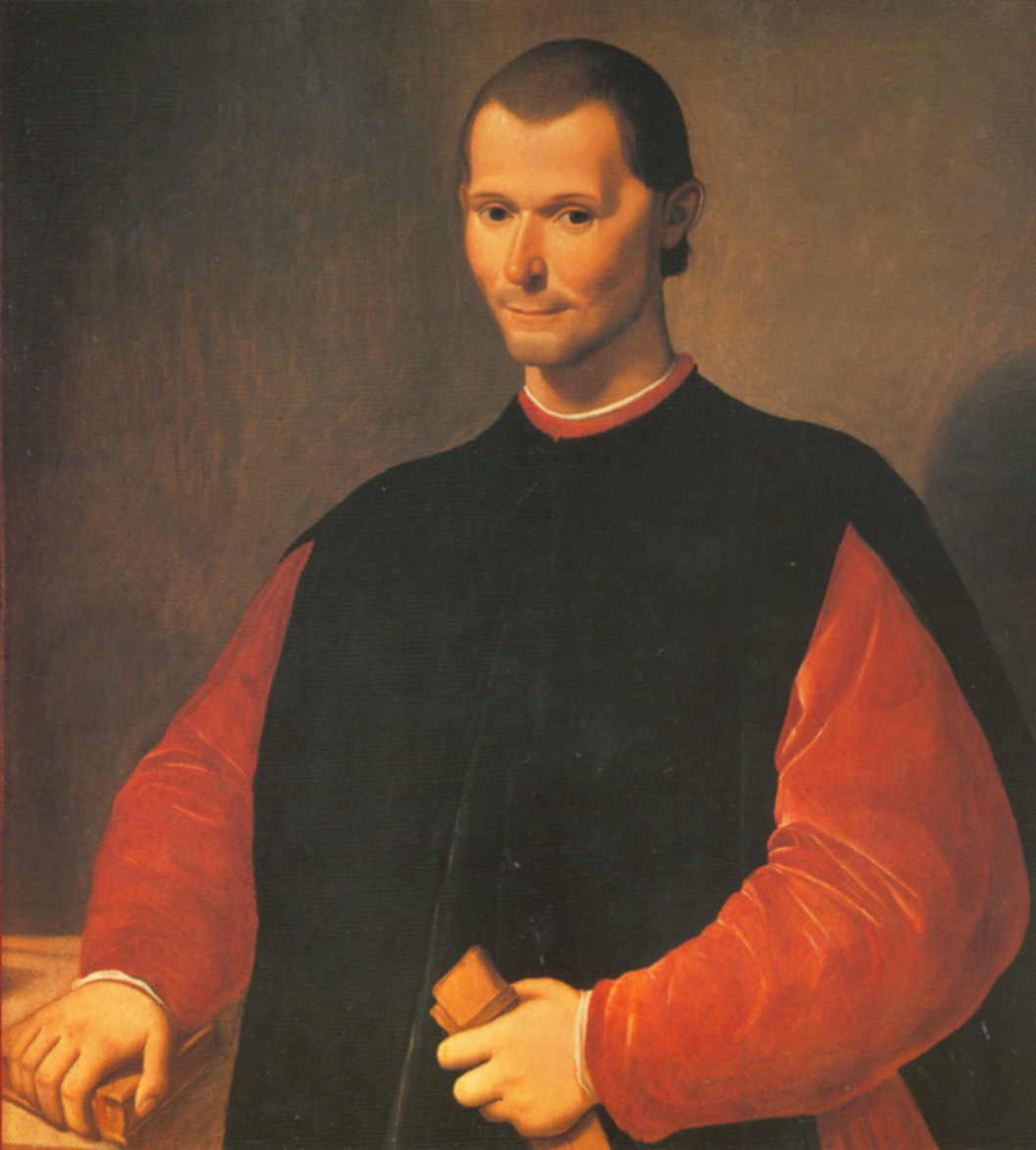
Nicolau Maquiavel, escritor do icônico O Príncipe, cujo princípio amoralista de que os fins justificam os meios influenciaria o comportamento da Elite.

A Elite é um grupo de anti-heróis fictícios criado especialmente para a história, mas cujos membros continuariam a aparecer em histórias do Universo DC nos anos seguintes.[carece de fontes?] Em Olho por olho?, a equipe possui os sequintes membros:
- Manchester Black, nativo do Reino Unido, dono de forte sotaque e trajando uma blusa estampando a "Union Jack", Black é o líder da equipe.
Embora pouco tenha sido revelado sobre o passado do personagem, é insinuado que, durante sua infância, sofreu repetidos abusos, físicos e sexuais, por parte dos pais[14]. Ele próprio viria a dizer que tais experiências o fizeram odiar os "heróis tradicionais", em especial aqueles que, como Superman, acreditavam em conceitos de moral elevada, como não matar sob nenhuma circunstância[14].
- Fusão a frio, jovem negro dotado da capacidade de manipular o campo eletromagnético.[carece de fontes?]
- Zoológica é Pamela, uma jovem vítima de experimentos governamentais que lhe concederam uma "armadura" simbiótica extraterrestre[15]. É posteriormente lobotomizada por Manchester Black durante a saga Batalha Final e entra em coma[16], o que leva sua irmã Sonja a tomar controle da criatura extraterrestre com a qual Pamela havia se ligado e se tornar a nova Zoológica, fazendo parte da Liga da Justiça Elite.[carece de fontes?]
- Chapéu, alcoólatra[17] e dono de um chapéu dotado de poderes mágicos de origem desconhecida, que lhe concede a capacidade de controlar os mais diversos elementos, além de criar ao redor um campo místico que o protege de danos físicos.[carece de fontes?]

A equipe possui como base de operações Coelhinha, uma colônia de bactérias que, ao ser trazida pela Elite do seu universo, tornou-se uma fortaleza flutuante. É o equivalente da Elite à Balsa do The Authority.[carece de fontes?]
Embora seja exibida apenas rapidamente, é possível notar que, entre os diversos itens ali contidos, encontra-se Excalibur e o esqueleto do mitológico Pégaso.

## Enredo

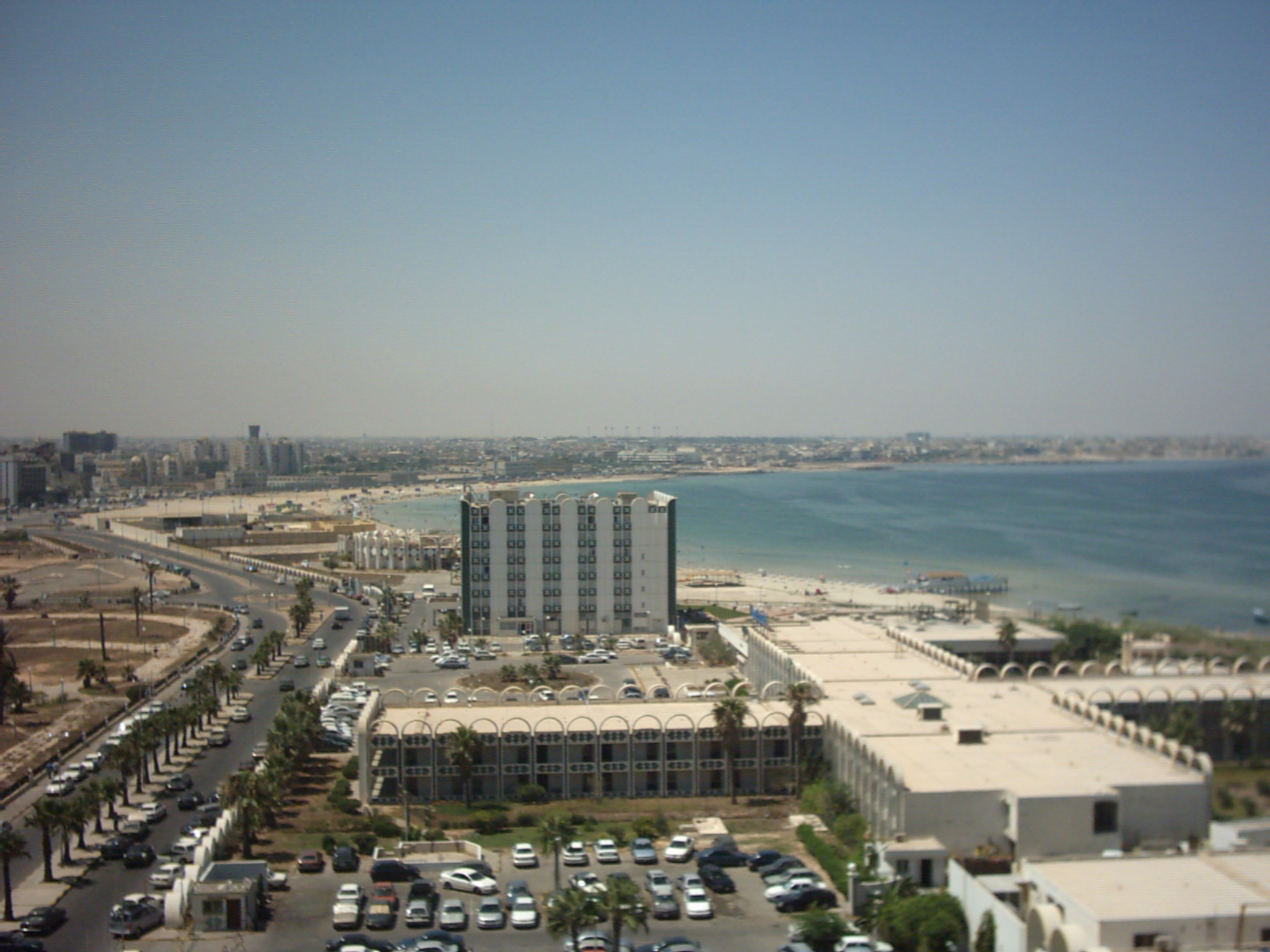
O litoral da cidade de Trípoli, exibido acima, é devastado logo no início da história.

A história começa com Superman cruzando o planeta, partindo às 5h de Metrópolis após ouvir, graças à super-audição, notícias em rádios de todo o mundo sobre um alarmante atentado terrorista que estava acontecendo na Líbia, em que um primata geneticamente modificado já havia destroçado boa parte de Trípoli, capital do país, e continuava a agir, mesmo com a ação do exército nacional.
Após quatro minutos, Superman finalmente chega ao local, e percebe, para seu próprio espanto, que o gorila (de dezenas de metros de altura) havia sido brutalmente assassinado, e a cidade encontrava-se em chamas. Em choque, Superman presta atenção às notícias do rádio, e descobre que aquilo não se havia dado por intervenção não do exército líbio, mas por um outro grupo que havia dizimado não apenas a criatura, mas boa parte das força de defesa do país, causando "um nível de danos semelhante a um desastre natural" e a morte de cerca de dois mil soldados líbios.
No dia seguinte aos acontecimentos, diversos repórteres estão no local, cobrindo os acontecimentos. Clark Kent está lá, ainda tentando entender a situação. Lá, ele e outro repórter - Jack Ryder, do jornal rival Daily Star e identidade secreta do super-herói Rastejante - discutem sobre as ações da equipe e se a forma como Superman teria agido surtiria algum resultado. Na Casa Branca, o presidente Lex Luthor é informado por seus conselheiros que não apenas as ações da equipe atingiram aprovação acima do esperado, mas também que os poderes combinados da equipe seriam muito maiores que os de Superman.
Ainda indignado com que aconteceu, Superman voa para o Japão, com a intenção de impedir um ataque ao centro de Tóquio. No caminho, ele ouve diversas frequências de rádio, com informes sobre a situação de Tóquio e também sobre a eficiência d'A Elite. Ao chegar à cidade, ele é surpreendido por um aparente choque de energia, que desacelera seus elétrons. Atordoado e incapaz de se mover, ele assiste, confuso, à execução do grupo de superterroristas que atacava a cidade pelas mãos da Elite, que finalmente se revela.
A equipe teletransporta Superman para Coelhinha, sua base de operações. Uma vez na base, Manchester Black, o líder da equipe, diz a Superman que, se ele não tivesse assassinado os terroristas em Tóquio, eles teriam destruído a cidade. Superman questiona a ideia de que "os fins justificam os meios" e começa a discutir com Manchester, até que, num determinado momento, ele se altera, e começa a gritar que matar pessoas não é a forma de realizar o trabalho de super-herói. Manchester, irritado, diz que gostava de heróis quando criança, mas que nunca se declarou um, e que a realidade é muito mais complexa do que a ideia de "preto versus branco, de bem versus o mal":
| “ | Somos seres humanos com poder para modificar as coisas, fazendo o que qualquer pessoa normal faria se tivesse a chance. A gente está livrando o mundo dos canalhas, e todo mundo nos adora por isso | ” |

.
Manchester diz que Superman poderia ficar com os "cientistas malignos, bichos-papões e boiolas de collant querendo governar o mundo", mas que todos os outros seriam sua responsabilidade agora. Antes que possa dizer algo coisa, Superman é teletransportado para fora de Coelhinha. Após esse evento, Superman visita a sua cidade natal, Smallville, e conversa com seu pai, Jonathan Kent, questionando os ideais de Black, como boa parte da população parece concordar com ele e se ele seria capaz de derrotar a Elite, se um confronto se fizesse necessário.
De volta a Metropólis, Superman sobrevoa a cidade e acompanha quatro diferentes conversas: três operários debatendo a destruição de uma usina de mísseis nucleares na China pelas mãos da Elite; duas senhoras admitindo que se sentiriam bem melhor se a Elite matasse o Coringa; um grupo de jovens discutindo se matar era "errado" quando se trata de psicopatas como Szasz, Hannibal Lecter ou o Espantalho. A última cena mostra um grupo de crianças, fantasiadas de super-heróis —  três delas vestidas como a Elite — "enfrentando" outra, fantasiada de Superman, que se cansa de brincar pois não poderia vencê-los. Ele pede então que a "matem" logo, para que ela virasse alguém mais legal.[carece de fontes?]
Na manhã seguinte, Superman enfrenta um grupo de alienígenas, e os derrota sem nenhuma baixa. A Elite aparece, e novamente Superman e Manchester debatam sobre a eficácia das ações de Superman. Embora Manchester diga que, enquanto não morrerem, eles vão voltar, sempre fazendo a mesma coisa, Superman diz que os deterá quantas vezes for necessário, até que entendam — mas jamais os matará por diversão, como faz a equipe de Manchester.

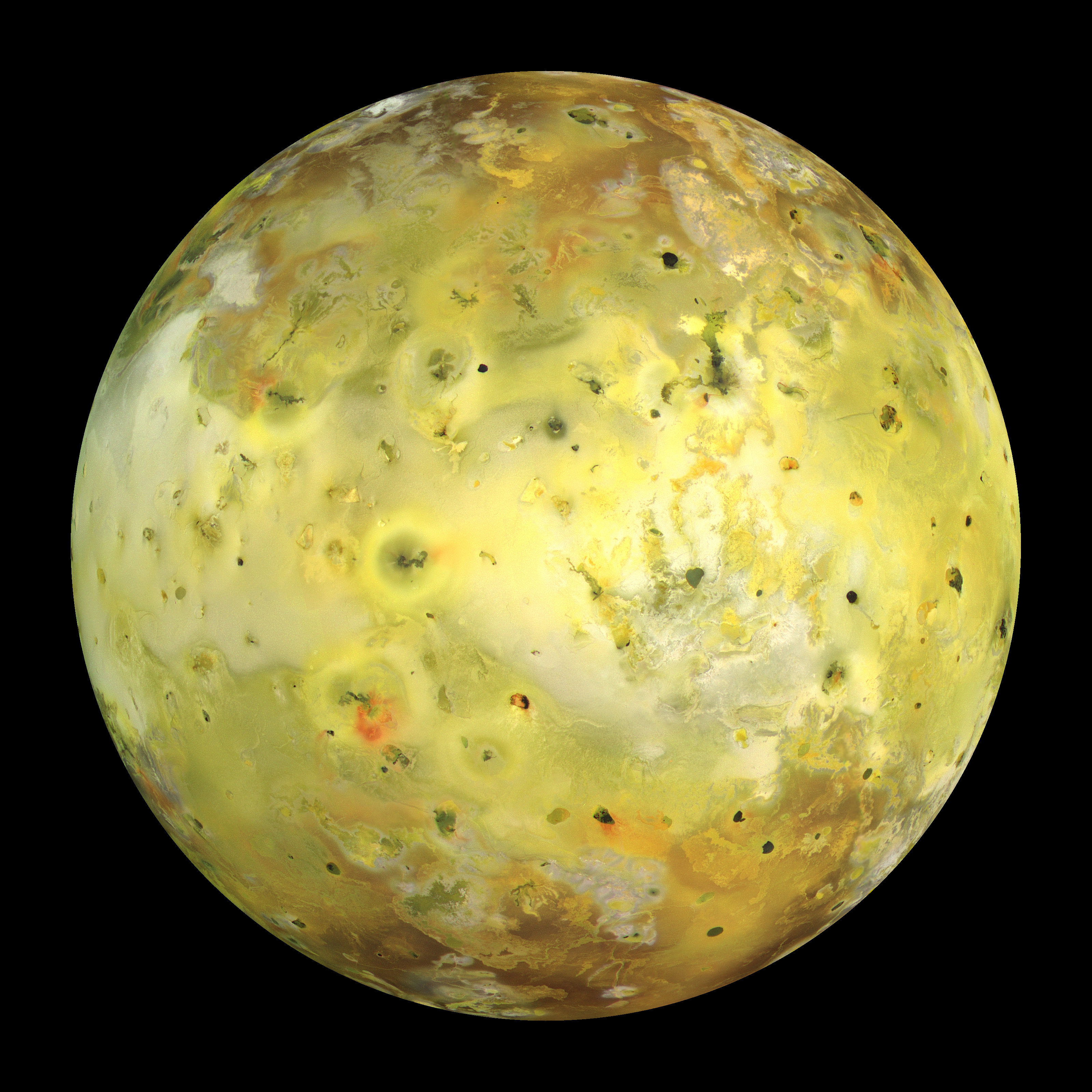
Io, uma das quatro grande luas de Júpiter, é palco do confronto final entre Superman e a Elite.

Ignorando-o, Manchester ordena a Chapéu, um dos membros da equipe, que extermine não apenas os criminosos, mas também suas famílias. Para impedir que isso ocorra, Superman não hesita em esmurrar Chápeu. A fina trégua entre Manchester e Superman é quebrada, e um duelo é marcado para o dia seguinte.
Pouco antes do amanhecer, Lois e Clark conversam, e, após ser questionado por que ele não chama a Liga ou os Novos Deuses para ajudar, ele tenta explicar que precisa enfrentar a Elite sozinho pois eles pervertem tudo pelo qual ele havia passado sua vida lutando. Lois diz achar que a Elite pode derrotá-lo, e, após certo período calados, Clark diz que havia ouvido naquele dia uma criança dizendo que queria ser da Elite pois seria divertido matar, e que por isso ele precisava mostrar às pessoas que há outra maneiras de resolver os problemas.
Clark veste seu uniforme e chama pela Elite, que aparece no centro na cidade. Ele então pede que a luta não aconteça ali. Manchester concorda, mas diz que vai transmitir o confronto para todo o mundo.
Os cinco são teletransportados para Io, uma das luas de Júpiter. Lá, Superman faz um último pedido para que a Elite se renda amigavelmente, sem a necessidade de violência — pedido que é rapidamente negado. A equipe parte para cima de Superman, e lhe profere diversos golpes seguidos, dando-lhe pouco tempo para reagir. Após rápido conflito, Fusão a Frio aparentemente o derrota, ao provocar uma explosão.
A equipe reúne-se, e Manchester segura os restos da capa de Superman. Entretanto, pouco antes que possam comemorar a vitória, a voz de Superman é ouvida, e ele diz finalmente ter entendido quem a Elite é — e como lidar com ela. A primeira a ser atacada é Zoológica, que é aparentemente envenenada e pára de respirar. Logo em seguida, Chapéu fica sem ar e Fusão a Frio é enviado ao vácuo do espaço. Acreditando que toda a sua equipe havia sido assassinada, Manchester prepara-se para matar Superman em retaliação. De repente, Manchester perde seus poderes, e Superman revela ter usado sua visão de raios X para encontrar alguma anormalidade no cérebro de Manchester, e extirpá-la com sua visão de calor.
Manchester, frente à aparente perda de seus poderes, entra em pânico. Em lágrimas, se vira para as câmeras e grita para o público que Superman não tem nada de especial, e não é melhor do que a Elite. Superman, então, dirige-se ao público:
| “ | É… Eles viram mesmo, não? Viram todo o horror. A ira… E aposto que ficaram assustados. Assustou até a mim. Quando decidi cruzar a linha… Fazer o que vocês fazem… Fiquei apavorado. Achei que seria duro… …mas sabe de uma coisa? A ira é fácil. Odiar é fácil. A vingança e a amargura são fáceis. Sorte sua… e minha… que eu não gosto dos meus heróis feios e malvados. Eu simplesmente não acredito nisso. | ” |

Superman revela, então, que não havia feito nada do que parecia. Todos os membros da Elite ainda estavam vivos, a Liga já estava a caminho para prendê-los, e que tudo que ele havia provocado no cérebro de Manchester foi uma pequena concussão.
Manchester jura vingança, e Superman diz que jamais deixará de lutar. Ao fim da história, um vitorioso Superman sai voando, deixando Manchester — e a Elite — para trás.

## Publicação e repercussão
Olho por olho é comumente vista como "uma óbvia resposta à onda de massificar a violência e mostrar super-heróis em ações mais intensas, que se sucederam após o sucesso de The Authority", o autor Joe Kelly definiria a história de outra forma.[carece de fontes?]
Embora tivesse sido escrito, segundo o autor, "como uma resposta à raiva que eu estava sentindo de uma moda que estava acontecendo nos quadrinhos", Olho por olho não era "um protesto contra os 'quadrinhos sombrios' ou mesmo aos 'furiosos heróis durões'", uma vez que o próprio autor admitiria gostar de histórias desse gênero. O que havia movido a criação da história havia sido sua irritação com "histórias que acabam com suas antecessoras sob a roupagem de uma 'revisão pós-moderna'" e que diminuem a importância (e validade) dos "bons e velhos tempos dos quadrinhos, onde imaginação, impacto e inocência vendiam uma história".
A primeira impressão da edição vendeu cerca de 37 mil exemplares, sendo o 47º título mais pedido naquele mês, mesmo com a maior quantidade de páginas tendo elevado o preço da edição de US$2,25 para US$3,75. Uma segunda impressão da edição viria a vender cerca de 12 mil exemplares adicionais, em julho de 2004.
Logo após a sua publicação, a história recebeu uma rara e imediata aclamação, tornando-se, segundo o próprio Joe Kelly, uma "favorita dos fãs". Brandon Thomas, do site Silver Bullet Comics, a descreveu como "um conto incrível que mostra, de uma vez por todas, quem é o maior de todos os heróis". Um dos pontos mais elogiados da história foram os diálogos, em especial a sequência de diálogo entre Lois e Clark, que antecede a batalha entre o herói e a Elite e uma "tocante cena envolvendo um grupo de crianças, que fazem o leitor questionar a lógica por trás de busca sem fim de Superman por justiça, sem jamais 'cruzar a linha'".
A história, entretanto, não estava salva de críticas negativas. Graig Lemon, do mesmo Silver Bullet Comics, admitiria que a história podia ser considerada "razoavelmente divertida", mas demonstrou grande insatisfação com a forma que a Elite é representada.  "Embora as atitudes e poderes da equipe seja uma amálgama da Authority, o fato é que Superman deveria ter levado uma surra deles", uma vez que durante toda a história todos admitem que "os poderes combinados da Elite poderiam partir a Lua ao meio" e que "Superman, de forma alguma, poderia vencer a equipe. Mas, é claro, ele vence, e todos nós deveríamos estar torcendo pelos 'caras bons' e percebendo que torcer pela Authority é algo ruim'".[carece de fontes?]
Lemon, inclusive, compararia a história ao discurso de um fanático religioso contra o pecado, pois de nada importa "ignorar qualquer semblante de coerência e realidade", "deturpar os fatos" ou criar "diversas situações irreais", desde que tudo isso sirva para provar o ponto de vista de Joe Kelly e de Superman. Ele encerraria dizendo que a história só havia servido para agradar aos fãs do personagem, que agora que poderiam dizer que "aqui está a resposta a todas aquelas dúvidas do Superman poder derrotar ou não a Authority".
A capa da história rendeu repercussões variadas. Enquanto Samir Naliato, do Universo HQ diria que "a bela ilustração da capa (…) passa o clima certo e já deixa a entender que a aventura que vem a seguir não é como as costumeiras do personagem" - posição compartilhada pelo americano Don MacPherson, outros repórteres não reagiriam tão bem ao estilo mais sombrio e realista de Bradstreet, que havia feito fama ilustrando livros do RPG Vampiro: A Máscara e como capista de títulos bem diferentes de Action Comics, como Hellblazer e Punisher. Nick Newman da Superman Homepage, por exemplo, deu a capa nota 1 (de 5) e ainda diria que ao ler a história, pensava na capa de "Superman #78, ou Adventures of Superman#505, ou qualquer outra capa de Superman que mostre o personagem em toda a sua glória. Não apenas a arte da capa é feia, como é o exato oposto do que trata a edição. Eu quero uma capa que mostre o Superman que luta por seu sonho sem-fim, não isso". Curiosamente, na versão brasileira, a capa de Tim Bradstreet ganharia os dizeres "A Derrota do Homem de Aço".

### Publicação no Brasil
A história foi inicialmente ignorada pela Editora Abril, então editora responsável pelos títulos da DC Comics no Brasil, quando no momento cronológico correto. Ao assumir os direitos sobre os personagens, um dos primeiros compromissos assumidos por Fabiano Denardin da Panini Comics foi a da publicação dessa história, tendo em vista sua importância cronológica, tanto para eventos futuros (como a saga Ending Battle, traduzida pela mesma Panini como "A Batalha Final") como já até publicados, como a participação do líder da Elite, Manchester Black, na saga Our Worlds at War, traduzida no Brasil como "Mundos em Guerra", em que não haviam sido fornecidas quaisquer explicações sobre quem ele era.
Em 2008, durante a comemoração dos 70 anos de publicação da DC Comics, uma coleção em seis volumes foi lançada no Brasil pela Panini Comics. O primeiro volume, destinado às histórias estreladas por Superman, republicou dez histórias do personagem, incluindo Action Comics #775.[carece de fontes?]

### Continuações
Manchester Black e a Elite não tardariam a aparecer novamente pelo universo DC. Nas edições 593 e 594 de Adventures of Superman, parte do evento Our Worlds at War, o então Presidente dos Estados Unidos e arqui-inimigo de Superman, Lex Luthor, organiza um novo Esquadrão Suicida, com a missão de recrutar o vilão Apocalipse para a batalha contra a entidade alienígena Imperiex. Liderado por Manchester Black, a equipe possuía, entre seus membros, Químio, Plasmus Mongul e John H. Irons, mais conhecido como Aço. Entretanto, ao libertarem o monstro, todos os membros, à exceção de Black, foram gravemente feridos, o que acabaria por levá-los, aparentemente, à morte.
Logo após a publicação das histórias, chegou a ser anunciado que haveria um título mensal estrelado pela equipe, que seria liderada por Manchester Black, O título, que seria escrito por Keith Giffen, acabou sendo lançado, mas estrelado por personagens totalmente diferentes. Manchester retornaria durante a saga Batalha Final, no qual reuniu diversos vilões que atacaram sistematicamente Metropólis com o intuito de acabar com o Homem de Aço e com todos aqueles que lhe eram queridos. Após fracassar, ele então decidiu cometer suicídio.

### Liga da Justiça Elite
Na 100ª edição do título Justice League of America, escrita por Joe Kelly e desenhada por Doug Mahnke, a Elite retornou, liderada pela irmã de Manchester, Vera Lynn Black. A história rendeu à equipe novos membros e uma maxi-série própria, Justice League Elite, que durou 12 edições. Após a conclusão dessa auto-denominada "fase um", não houve anúncios referentes a um eventual retorno da equipe.

### Adaptação para Vídeo
Em 2012 foi lançado filme de animação dirigido por Michael Chang com roteiro do próprio Joe Kelly.[carece de fontes?]